# Euserica villarreali
Euserica villarreali es un coleóptero de la subfamilia Melolonthinae.
Es endémico de Andalucía (España).
Mide unos 7-8 mm. 